# Tonopah (Nevada)
Tonopah ist ein Census-designated place in Nye County, Nevada, Vereinigte Staaten und ist seit 1905 County Seat. Das U.S. Census Bureau hat bei der Volkszählung 2020 eine Einwohnerzahl von 2.179 ermittelt.
Tonopah wurde 1901 von James Butler nach einem Silberfund gegründet.
Bis 1905 hatte es zwei Namen, Tonopah (was in der Sprache der Western-Shoshone-Indianer so viel wie etwas Wasser und ein paar Bäume bedeutet) und Butler City.
Letztlich setzte sich jedoch der erste Name durch.
Während des Zweiten Weltkrieges entstand in Tonopah ein Flughafen für das Training von Bomberpiloten, der heute zivil genutzt wird. Die Bewohner fühlen sich der Air Force noch heute sehr verbunden. Seit 1993 steht in der Stadt ein Denkmal für die Bomberpiloten des 2. Golfkrieges.
Das Städtchen beherbergt ein kleines Freilichtmuseum, in dem Geräte und Werkzeuge aus der Gold- und Silberproduktion ausgestellt sind. Das größte Hotel am Platze ist das Mizpah, ein originales Hotel aus der Gründerzeit der Stadt mit dem Flair des Old West.

## Geographie
Tonopah liegt an der Kreuzung von U.S. Highway 6 mit U.S. Highway 95. Tonopahs geographische Koordinaten sind 38° 4′ N, 117° 14′ W (38,069058, −117,230502).
Nach den Angaben des United States Census Bureaus hat der CDP eine Fläche von 42,0 km², die vollständig auf Land entfallen.
In der Nähe von Tonopah liegt die Tonopah Test Range.

## Demographie
Zum Zeitpunkt des United States Census 2000 bewohnten 2627 Personen die Stadt. Die Bevölkerungsdichte betrug 62,6 Personen pro km². Es gab 1561 Wohneinheiten, durchschnittlich 37,2 pro km². Die Bevölkerung Tonopahs bestand zu 91,24 % aus Weißen, 0,76 % Schwarzen oder African American, 1,41 % Native American, 0,42 % Asian, 0,30 % Pacific Islander, 2,82 % gaben an, anderen Rassen anzugehören und 3,05 % nannten zwei oder mehr Rassen. 6,17 % der Bevölkerung erklärten, Hispanos oder Latinos jeglicher Rasse zu sein.
Die Bewohner Tonopahs verteilten sich auf 1109 Haushalte, von denen in 32,2 % Kinder unter 18 Jahren lebten. 48,9 % der Haushalte stellten Verheiratete, 7,5 % hatten einen weiblichen Haushaltsvorstand ohne Ehemann und 39,4 % bildeten keine Familien. 34,2 % der Haushalte bestanden aus Einzelpersonen und in 10,1 % aller Haushalte lebte jemand im Alter von 65 Jahren oder mehr alleine. Die durchschnittliche Haushaltsgröße betrug 2,33 und die durchschnittliche Familiengröße 3,03 Personen.
Die Bevölkerung verteilte sich auf 27,1 % Minderjährige, 6,2 % 18–24-Jährige, 29,3 % 25–44-Jährige, 27,3 % 45–64-Jährige und 10,1 % im Alter von 65 Jahren oder mehr. Das Durchschnittsalter betrug 39 Jahre. Auf jeweils 100 Frauen entfielen 108,3 Männer. Bei den über 18-Jährigen entfielen auf 100 Frauen 105,9 Männer.
Das mittlere Haushaltseinkommen in Tonopah betrug 37.401 US-Dollar und das mittlere Familieneinkommen erreichte die Höhe von 47.917 US-Dollar. Das Durchschnittseinkommen der Männer betrug 40.018 US-Dollar, gegenüber 22.056 US-Dollar bei den Frauen. Das Pro-Kopf-Einkommen in Tonopah war 18.256 US-Dollar. 11,2 % der Bevölkerung und 5,7 % der Familien hatten ein Einkommen unterhalb der Armutsgrenze, davon waren 7,3 % der Minderjährigen und 19,1 % der Altersgruppe 65 Jahre und mehr betroffen.

## Söhne und Töchter der Stadt
- Olinto M. Barsanti (1917–1973), Generalmajor der United States Army
- William Robert Johnson (1918–1986), Bischof von Orange in Kalifornien
- Thomas Joseph Connolly (1922–2015), Bischof von Baker